# 라드 (순항유도탄)

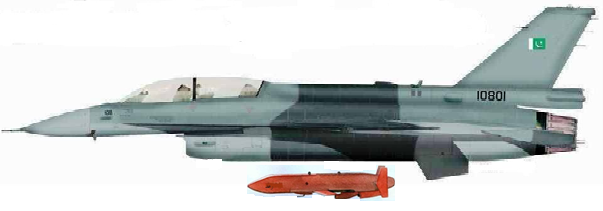

라드 미사일(Ra'ad ALCM)은 파키스탄 공군의 순항 미사일이다. Dassault Mirage III ROSE에서 발사되게 개발했으며, 현재는 JF-17에서도 발사된다. 사거리 350 km.
2007년 8월, 핵탄두 장착이 가능한 신형 크루즈 미사일의 시험 발사를 성공적으로 실시했다고 파키스탄 군 당국이 발표했다.

## 같이 보기
- 순항 미사일

관련 개발
- 바부르 순항 미사일 (파키스탄)

비교 대상
- AGM-158 JASSM (미국)
- TAURUS KEPD 350 (독일/스웨덴)
- 스톰 섀도 (프랑스/영국)